# Milena Govich
Milena Govich (Norman, Condado de Cleveland, Oklahoma , 29 de outubro de 1976) é uma atriz estadunidense mais conhecida por seu papel como a detetive Nina Cassady no seriado de longa data Law & Order.
É filha do Dr. Bruce Michael Govich, morto em 1998, e Dra. Marilyn Green Govich.